# Cromer
Cromer is een civil parish in het bestuurlijke gebied North Norfolk, in het Engelse graafschap Norfolk. De plaats ligt aan de Noordzee en telt 7683 inwoners.

## Geschiedenis

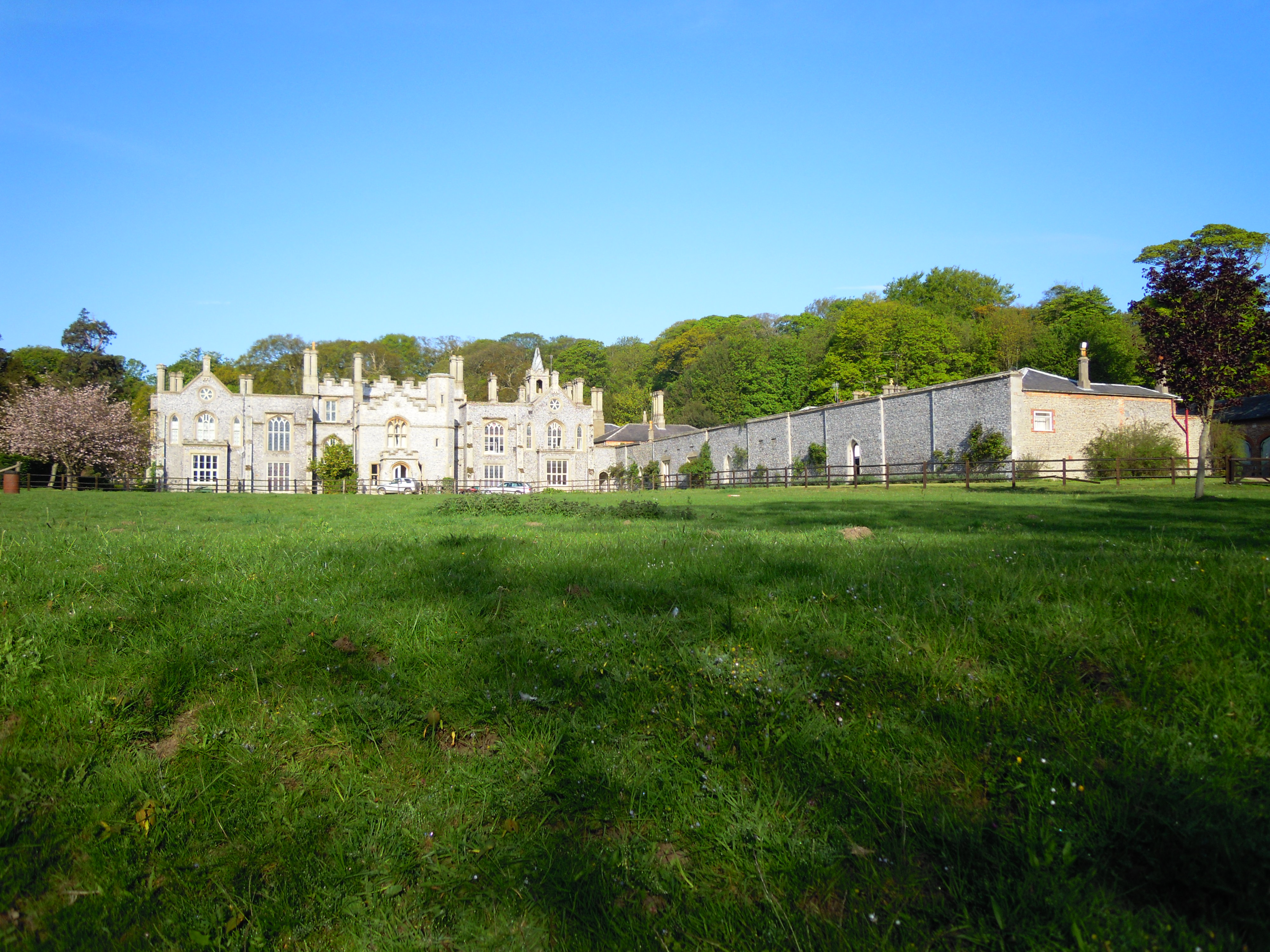
Cromer Hall

Cromer werd pas in 1297 voor het eerst genoemd. De naam betekent "kraaienmeer". Aan het begin van de 19e eeuw werd Cromer een belangrijke badplaats, hetgeen ook wordt aangestipt in Jane Austens roman Emma uit 1815.
Iets ten zuiden van de plaats, aan de weg naar Felbrigg, ligt Cromer Hall, een buitenplaats uit 1829 waar Arthur Conan Doyle inspiratie zou hebben opgedaan voor zijn beroemde verhaal De hond van de Baskervilles.
In 1883 begon de Londense journalist Clement Scott over Cromer te schrijven, wat samen met de komst van een spoorlijn het toerisme nog versterkte.

## Economie
Toerisme is nog steeds een belangrijke inkomstenbron voor Cromer, dat onder meer een museum heeft, maar ook faciliteiten als een golfbaan.
Er wordt ook gevist, tegenwoordig vooral op krab en kreeft.